# Jean Billiter
Jean Billiter, auch Billitzer, (* 23. Mai 1877 in Paris; † 1. April 1965 in Salzburg) war ein französischer, in Wien wirkender Chemiker der Elektrochemie.
Billiter war der Sohn eines Bankiers und studierte in Wien, Heidelberg, Göttingen und Paris. 1900 wurde er in Wien promoviert und war dann Assistent an der Universität, an der er sich habilitierte und 1903 Privatdozent für Physikalische Chemie wurde. 1923 wurde er außerordentlicher Professor. Er hatte auch ein Privatlabor, an dem er an seinen Erfindungen der Elektrochemie forschte und wurde dabei von Siemens und Halske unterstützt. Die Zusammenarbeit war zunächst über die Wiener Niederlassung und dann über das Stammhaus in Berlin.
Nach ihm benannt wurde die Siemens-Billiter-Zelle für die Chloralkali-Elektrolyse (einem Diaphragma-Verfahren, Patent 1908), die Billiter-Leykom-Zelle (1910) und die Billiter-Bogenlichtkerze (1911). Er konnte durch gasumspülte Elektroden die Betriebsspannung bei der Elektrolyse wesentlich herabsetzen.
Er befasste sich auch mit Grundlagenforschung von elektrochemischen Vorgängen an Elektroden (Doppelschichten, Kapillarelektrolyse, absolutes Potential und absolute Potentialdifferenzen, Billinger Potential nach Oel und Strehlow).
Von ihm stammt ein elektrolytisches Verfahren zur Produktion nahtloser Kupferrohre und ein elektrolytisches Verfahren der Wasserentsalzung (Hydrozellverfahren), das besonders in den USA angewandt wurde.

## Schriften
- Die Elektrolytische Alkalichloridzerlegung mit Starren Metallkathoden, 2 Bände, Halle: Knapp 1912
- Prinzipien der Galvanotechnik, Springer 1934